# Dusicyon avus
Dusicyon avus is een uitgestorven Zuid-Amerikaanse vos uit het geslacht Dusicyon. Deze soort leefde tijdens het Pleistoceen en Holoceen. Dusicyon avus is verwant aan de Falklandwolf, die in de negentiende eeuw door de mens werd uitgegroeid.

## Vondsten
Fossielen van Dusicyon avus zijn gevonden in Argentinië, Chili, Uruguay en zuidelijk Brazilië en dateren uit het Laat-Pleistoceen tot ongeveer drieduizend jaar geleden.

## Kenmerken
Dusicyon avus had het formaat van een goudjakhals of prairiewolf met een gewicht van circa vijftien kilogram Het was een carnivoor en vermoedelijke prooidieren waren gordeldieren en middelgrote knaagdieren zoals beverratten en mara's, evenals kleinere knaagdieren en kleine herten.